# Victor Wood
Victor Wood (ur. 1 lutego 1946 w Buhi, Camarines Sur, zm. 23 kwietnia 2021) – filipiński piosenkarz i aktor.
Wood swoją karierę zaczynał w latach 70. XX wieku. Wydał takie utwory jak „Mr. Lonely”, „In Despair”, „Eternally”, „I’m Sorry My Love”, „I Went to Your Wedding” i „Carmelita”.
Zmarł w 2021 roku po komplikacjach związanych z Covidem.

## Dyskografia
Albumy studyjne
- I’m Sorry My Love (czerwiec 1970, Vicor Music)
- Mr. Lonely (1971)
- In Despair (1972)
- Memories (1972)
- 14 Bestsellers
- Blue Christmas
- Knock on Wood
- His Majesty
- Victor Wood Music
- Wood, I Love You
- Ihilak (1974, Plaka Pilipino)
- Pilipino
- Kalyehon 29
- Love Is
- Wooden Heart
- Sincerely
- Follow Me
- Karon or Visayan Hitsongs Collection Vol. 2
- Moods
- Victor Wood (1979, Blackgold)
- Bintana ng Puso
- Kumusta Ka, Mahal
- If I See You Again
- Padre
- Inday ng Buhay Ko
- Victor Wood: Ngayon (2002)